# Rue Péclet
La rue Péclet est une rue du 15e arrondissement de Paris, en France.

## Situation et accès
La rue Péclet est une voie publique située dans le 15e arrondissement de Paris. Elle débute au 42, rue Mademoiselle et se termine au 102, rue Blomet.
Elle traverse la rue Lecourbe au niveau de la place Hubert-Monmarché. Les rues Léon-Lhermitte, Pétel et de Viroflay commencent ou aboutissent rue Péclet.
La partie de la rue entre les rues Pétel et Lecourbe est à sens unique en direction de la rue Lecourbe, et la partie entre les rues Lecourbe et Blomet est piétonne.

## Origine du nom
Elle porte le nom de physicien Eugène Péclet (1793-1857).

## Historique
La rue Péclet se décompose en trois parties :
- entre les rues Mademoiselle et Pétel : ancienne rue de la commune de Vaugirard qui faisait partie de la « descente de la Sablonnière » et menait à la sablonnière de Vaugirard[2]. Elle intègre la nomenclature des rues de Paris par décret du 23 mai 1863 et prend son nom actuel le 24 août 1864 ;
- entre les rues Pétel et Lecourbe : ouverte par décret du 23 septembre 1875. Jusqu'en 1873, la partie de l'actuelle rue Pétel jusqu'à la rue Lecourbe faisait partie de la rue Péclet ;
- entre les rues Lecourbe et Blomet : ouverte en 1866 lors de la construction de la mairie du 15e arrondissement. Ce tronçon a intégré la rue Péclet par décret du 23 septembre 1875.

## Bâtiments remarquables et lieux de mémoire

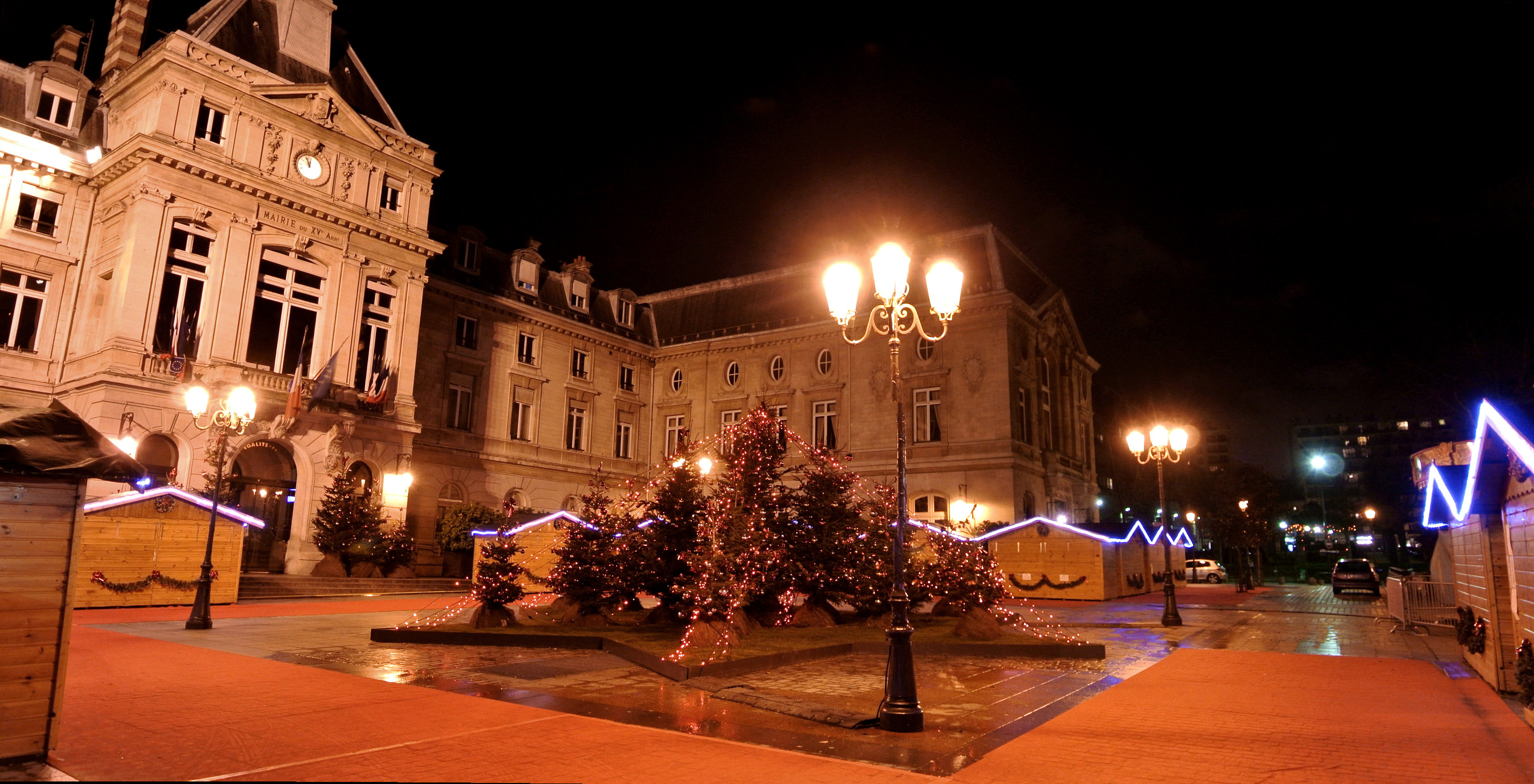
Façade de la mairie du.

- Au no 6 se trouve cinéma Chaplin-Saint-Lambert.
- Au no 31 se trouve la mairie du 15e arrondissement, classée monument historique.
- C'est dans cette rue que le photographe Willy Ronis a réalisé le cliché « Le petit parisien », montrant un garçon courant avec une longue baguette[3].

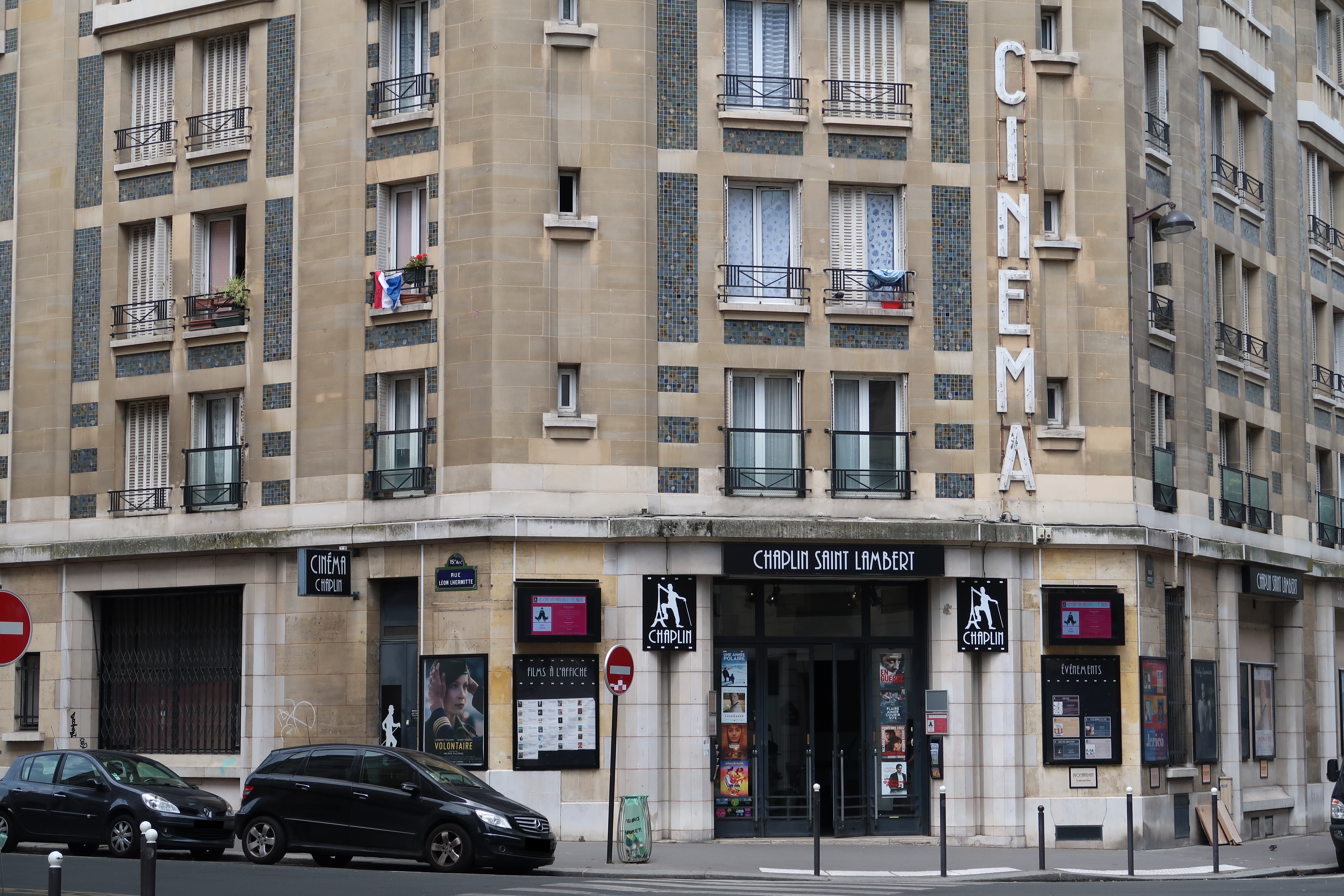
Cinéma au no 6.